# Кадънкьой
Кадънкьой (на турски: Eskikadın) е село в Източна Тракия, Турция, околия Одрин, вилает Одрин.

## География
Селото се намира северозападно от Одрин близо до границата с България.

## История
В XIX век Кадънкьой е българско село в Одринската кааза на Одринския вилает на Османската империя. Според „Етнография на вилаетите Адрианопол, Монастир и Салоника“, издадена в Константинопол в 1878 година и отразяваща статистиката на населението от 1873 година, Кадънкьой (Kadin-keui) има 80 домакинства и 365 българи.
Според статистиката на професор Любомир Милетич в 1912 година в селото живеят 25 български екзархийски семейства или 108 души.
Българското население на Кадънкьой се изселва след Междусъюзническата война в 1913 година.